# 16969 Helamuda
16969 Helamuda è un asteroide della fascia principale. Scoperto nel 1998, presenta un'orbita caratterizzata da un semiasse maggiore pari a 3,2285871 UA e da un'eccentricità di 0,1715264, inclinata di 2,61763° rispetto all'eclittica.